# Jatibaru (Cikarang Timur)
Jatibaru is een bestuurslaag in het regentschap Bekasi van de provincie West-Java, Indonesië. Jatibaru telt 7535 inwoners (volkstelling 2010).